# پتروواتس (سربیا)
پتروواتس (به صربی: Petrovac) یک منطقهٔ مسکونی در صربستان است که در صربستان جنوبی و شرقی واقع شده‌است. پتروواتس ۱۲۷ متر بالاتر از سطح دریا واقع شده‌است.